# ليزا لوف
ليزا لوف (بالإنجليزية: Lisa Love) هي صحفية أمريكية، ولدت في 10 يناير 1955 في سينسيناتي في الولايات المتحدة.

## وصلات خارجية
- ليزا لوف على موقع IMDb (الإنجليزية)
- ليزا لوف على موقع قاعدة بيانات الفيلم (الإنجليزية)